# Antonio de Alaminos
Antonio de Alaminos z Palos – hiszpański uczestnik drugiej wyprawy Krzysztofa Kolumba, pilot wypraw w rejony Zatoki Meksykańskiej w latach 1512–1519.
Antonio de Alaminos jako znawca wód Morza Karaibskiego był pilotem wypraw na Florydę organizowanych przez Juana Ponce de Leóna w 1512 r. oraz wypraw Francisca Hernandeza de Cordoby na Jukatan i Florydę, Juana de Grijalbę, i Hernandeza Korteza na Jukatan i Santa Cruz. Prawdopodobnie prowadził również rejsy Juana Diaza de Solisa i Vincenta Yaneza Pinzona w 1508 r. do Zatoki Honduraskiej i Zatoki Meksykańskiej
W 1519 r. był dowódcą statku Korteza, na którym znajdowali się posłowie do króla Karola V z prośbą o mianowanie go kapitanem Nowej Hiszpanii oraz wioząc daninę dla cesarza.